# ヌエバ・エスパルタ州
ヌエバ・エスパルタ州（ヌエバ・エスパルタしゅう、西: Estado Nueva Esparta、IPA: [esˈtaðo ˈnweβa esˈparta]）は、ベネズエラの23の州の一つ。マルガリータ島、コチェ島、クバグア島からなる。
最も面積の小さな州である。北東部のカリブ海沿岸沖に位置する。ベネズエラの州のうち唯一島だけからなる州である。ベネズエラの独立戦争(en:Venezuelan War of Independence)の際の住民の英雄的行為を古代ギリシアのスパルタに例え州の名前が付けられた。マルガリータ島だけで934km²ある。1909年に設立され、1947年にクバグア島が追加された。州都はラ・アスンシオンだが、中心地はポルラマル。他に重要な都市として、フアン・グリエゴ、パンパタル、プンタ・デ・ピエドラス、サン・フアン・バウティスタ、ラス・ゲバラス、ラス・エルナンデス、ビジャ・ロサ、ベジャ・ビスタ、エル・バジェ・デル・エスピリトゥ・サントなどがある。
ヌエバ・エスパルタの名はまた、ベネズエラ海軍のヌエバ・エスパルタ級駆逐艦の名にもなっている。

## 下位行政区
州は下記の11ムニシピオ（基礎自治体）から成る。

ムニシピオの行政区画。

| 自治体                       | 中心地区                                 | 面積     | 人口    | 人口密度（人/km²） |
| ---------------------------- | ---------------------------------------- | -------- | ------- | ------------------ |
| アントリン・デル・カンポ市   | ラ・プラサ・デ・パラグアチー             | 72km²    | 21,890  | 305.30             |
| アリスメンディ市             | ラ・アスンシオン                         | 52km²    | 23,616  | 454.15             |
| ディアス市                   | パロキア・サン・フアン・バウティスタ     | 166km²   | 39,491  | 238.04             |
| ガルシーア市                 | エル・バジェ・デル・エスピリトゥ・サント | 85km²    | 49,967  | 587.16             |
| ゴメス市                     | サンタ・アナ                             | 96km²    | 33,436  | 349.38             |
| マネイロ市                   | パンパタール                             | 35km²    | 35,901  | 1,028.68           |
| マルカーノ市                 | フアン・グリエーゴ                       | 40km²    | 31,959  | 796.98             |
| マリーニョ市                 | ポルラマル                               | 39km²    | 85,942  | 2,203.64           |
| ペニンスラ・デ・マカナーオ市 | ボカ・デル・リオ                         | 331km²   | 22,903  | 69.26              |
| トゥボーレス市               | プンタ・デ・ピエドラス                   | 180km²   | 30,062  | 167.10             |
| ビジャルバ市                 | サン・ペドロ・デ・コーチェ               | 55km²    | 12,008  | 218.33             |
| ヌエバ・エスパルタ州         | ラ・アスンシオン                         | 1,150km² | 387,175 | 336.67             |